# Bealach na Ba
Bealach na Ba (Goidelisch voor pad van het vee) is een bergpas op het Schotse schiereiland Applecross. Het steile gedeelte overbrugt 626 m, vanaf zeeniveau tot vlak onder de heuvel Sgurr a' Chaorachain (774 m), via een aantal haarspeldbochten en hellingen van om en bij 20%. Het is een van de weinige wegen in Schotland die werd aangelegd via technieken voor wegaanleg in de Alpen. Hij verbindt Inner Sound met Tornapress, vlak bij Loch Kishorn.
Via borden wordt gewaarschuwd dat deze weg, één rijvak met hier en daar passing places, niet in alle omstandigheden berijdbaar is en wordt afgeraden voor chauffeurs met weinig ervaring. Het is de op twee na hoogste weg van Schotland en tot midden de jaren zeventig van de 20e eeuw was het de enige verbinding via de weg met de rest van Schotland. In het verleden werd hij door veedrijvers gebruikt.

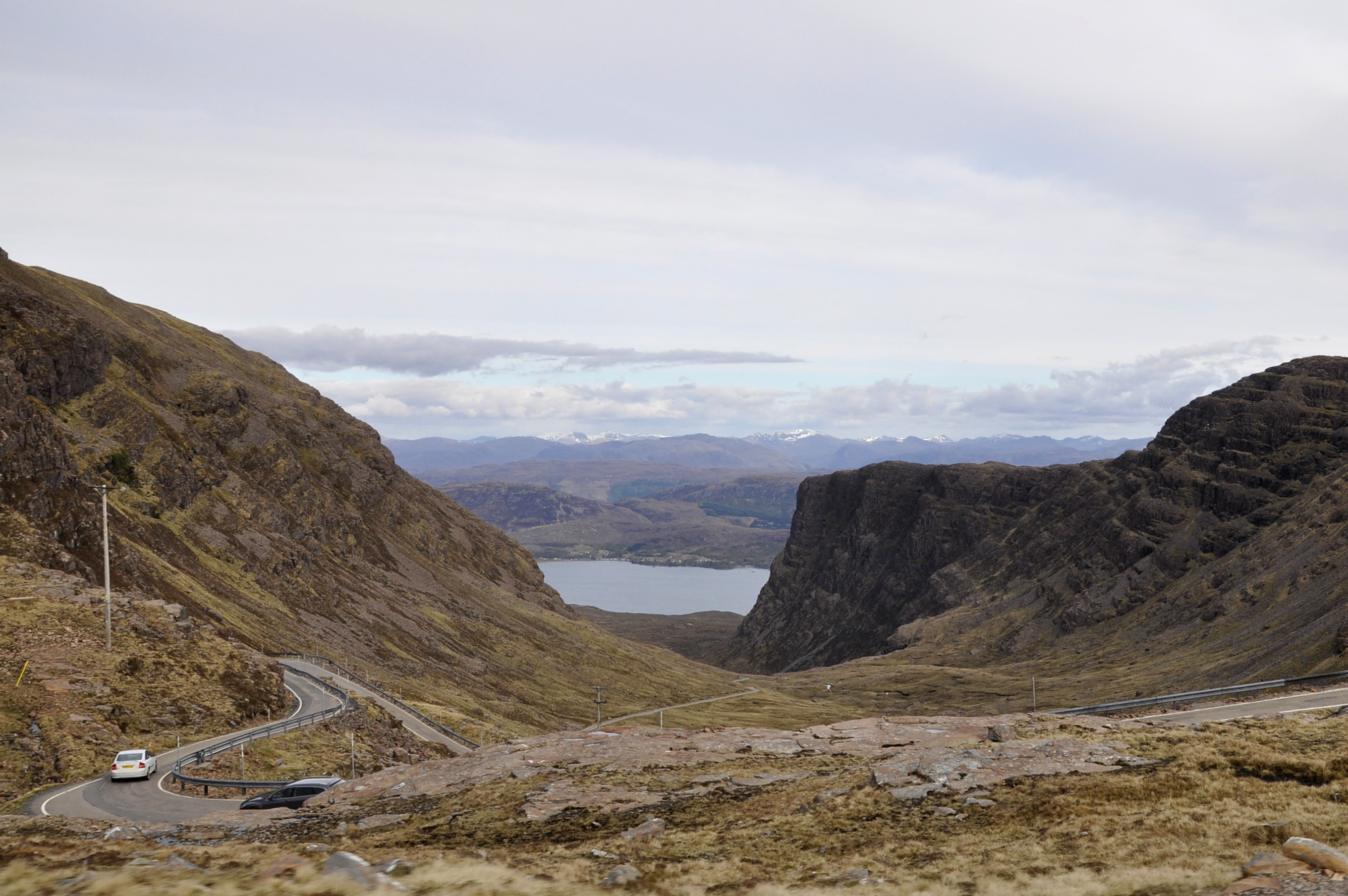
Bealach na Ba met Loch Kishorn in de verte
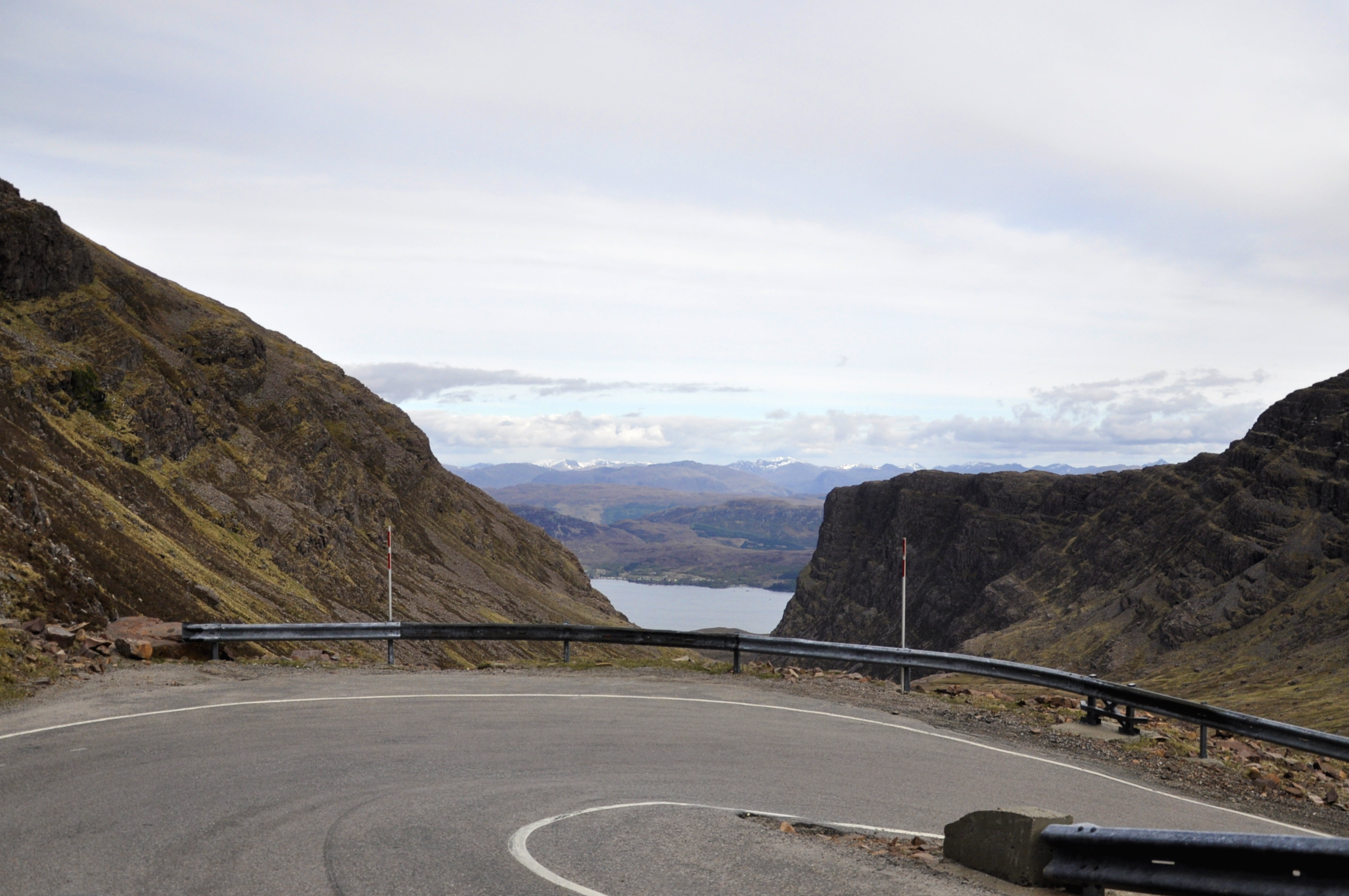
Een van de haarspeldbochten
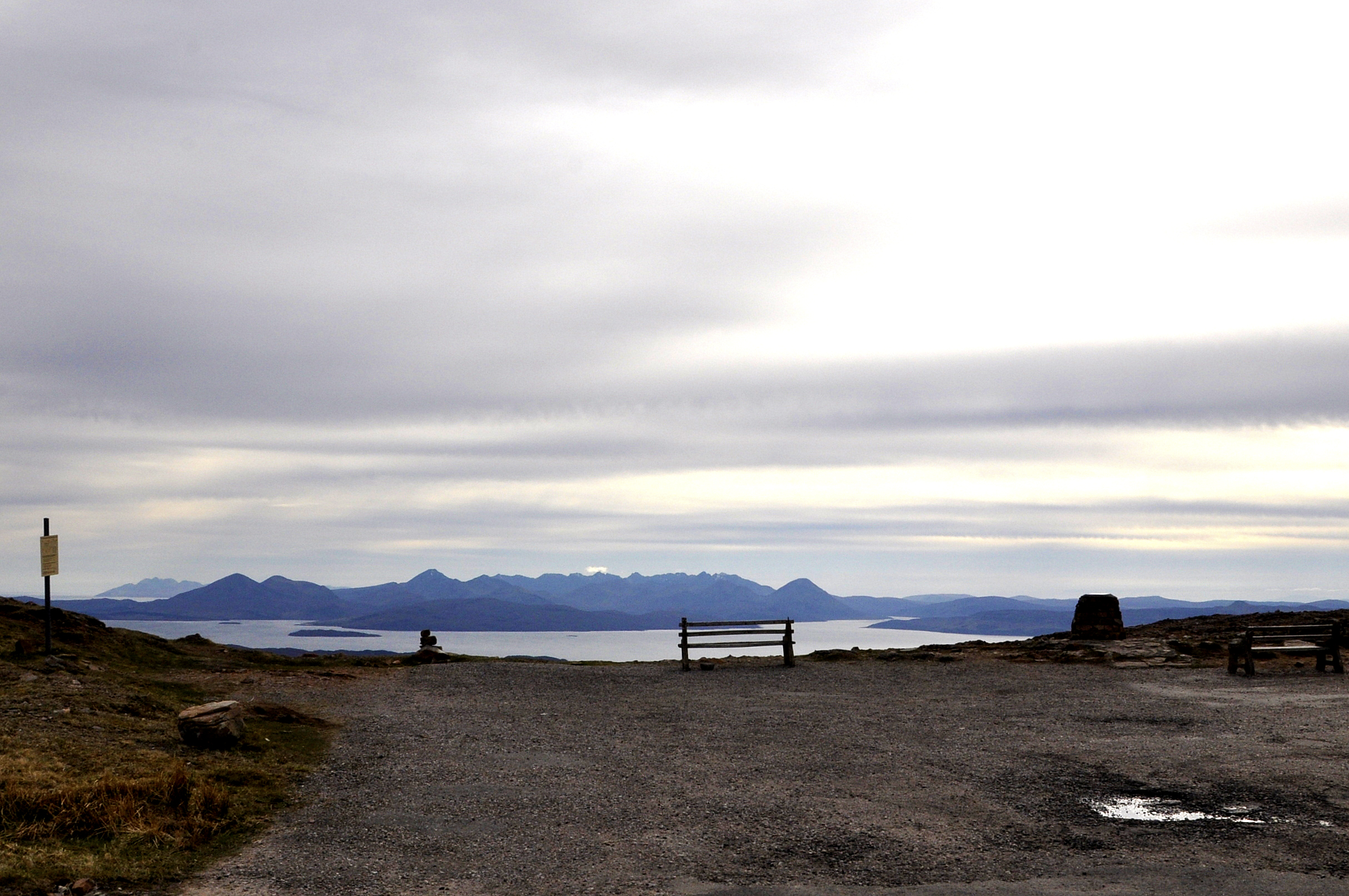
Parkeerplaats langs de bergpas met foto in zuidwestelijke richting en de bergen van Skye
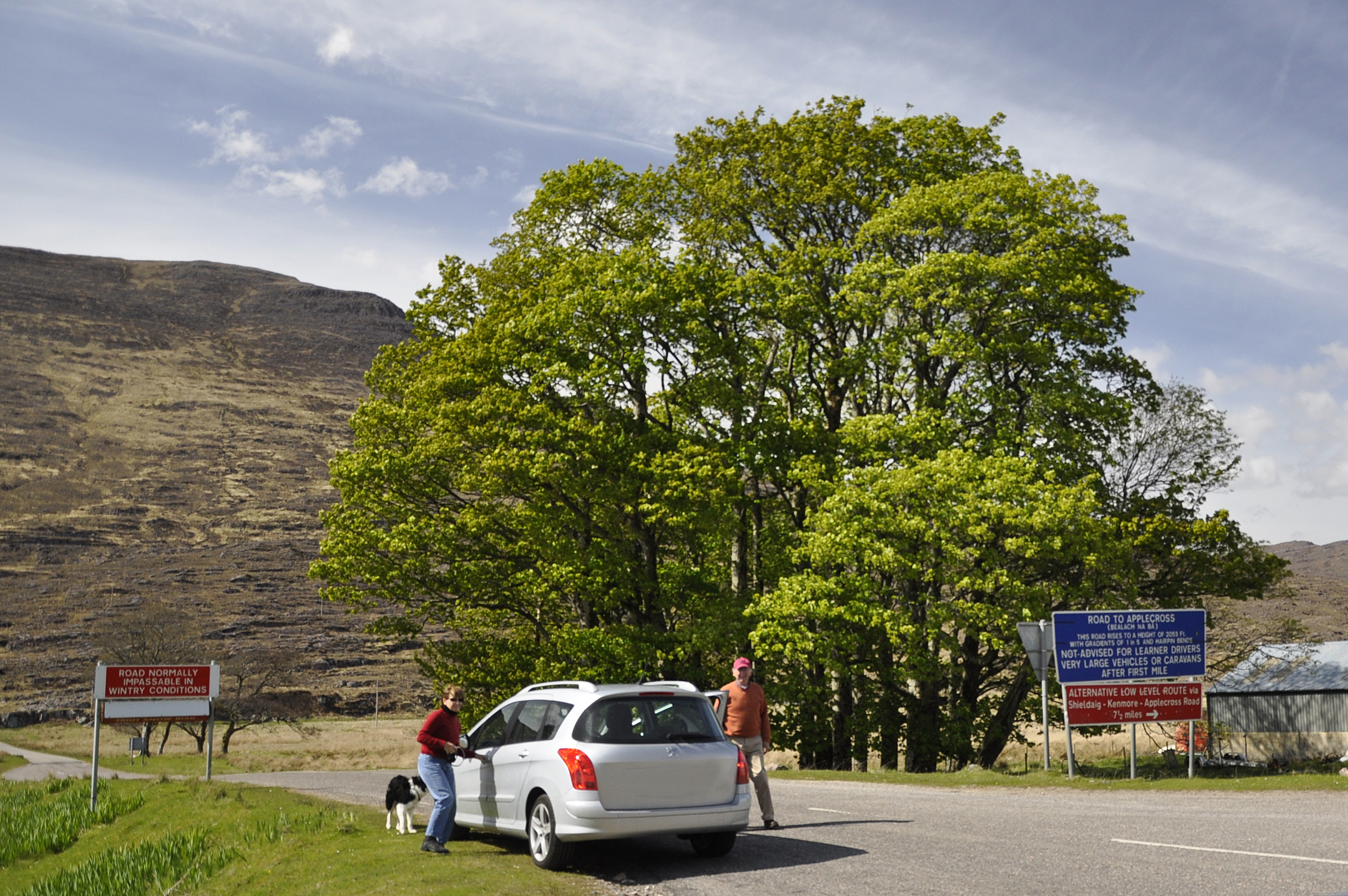
De waarschuwingsborden in Tornapress